# Frutta martorana
La frutta martorana o frutta di Martorana és un dolç típic sicilià, més específicament de Palerm, però característic també de Messina. És semblant al massapà, però molt més dolç i saborós, fet d'ametla i sucre i elaborat tradicionalment amb forma de fruita. Es prepara tradicionalment per celebrar el Dia dels Difunts.
Deu el seu nom a l'Església de Santa Maria de l'Almirall o de la Martorana, erigida en 1143 per Jordi d'Antioquia, almirall del rei normand Rogeli II, a prop del monestir benedictí veí, fundat en 1194 per la noble Eloisa Martorana, de qui va prendre el seu nom, i del de Santa Catalina, al centre històric de Palerm, on les monges el van estar preparant i venent fins a mitans del segle xx, moment en què s'abandona la tradició.
Segons una tradició, la frutta martorana va nàixer perquè les monges del convent de la Martorana, per substituir les fruites recollides del seu jardí, van crear altres noves amb ametla i sucre per a decorar el monestir amb motiu de la visita del papa de l'època. La frutta martorana és l'origen de les fruites de massapà de les celebracions de la Mocadorada de Sant Donís, en la Diada del Poble Valencià.